# Antología (álbum de Selena)
Antología es un álbum recopilatorio de la cantante méxico-estadounidense de música tejana Selena. Fue lanzado el 30 de marzo de 2007 exclusivo para México por EMI Music. Este proyecto pertenece a la serie de colección de discos lanzados en desde el 2002 con distintos artistas, tales como Daniela Romo,
Mijares y Luis Miguel, entre otros.
Para el álbum, se seleccionaron los mayores éxitos de Selena grabados durante 1987 hasta 1995, tanto en español como en inglés.

## Lista de canciones
| N.º | Título                         | Escritor(es)                         | Productor(es)        | Duración |  |
| 1.  | «Baila esta cumbia»            | A.B. Quintanilla III, Pete Astudillo | A.B. Quintanilla III | 3:00     |  |
| 2.  | «La carcacha»                  | A.B. Quintanilla III, Pete Astudillo | A.B. Quintanilla III | 4:09     |  |
| 3.  | «Quiero»                       | A.B. Quintanilla III                 | Manny R. Guerra      | 3:10     |  |
| 4.  | «El chico del apartamento 512» | A.B. Quintanilla III, Ricky Vela     | A.B. Quintanilla III | 3:26     |  |
| 5.  | «Techno cumbia»                | A.B. Quintanilla III, Pete Astudillo | A.B. Quintanilla III | 3:44     |  |
| 6.  | «Como la flor»                 | A.B. Quintanilla III, Pete Astudillo | A.B. Quintanilla III | 3:02     |  |
| 7.  | «La llamada»                   | A.B. Quintanilla III, Pete Astudillo | A.B. Quintanilla III | 3:12     |  |
| 8.  | «Besitos»                      | A.B. Quintanilla III                 | A.B. Quintanilla III | 2:23     |  |
| 9.  | «Bidi bidi bom bom»            | Selena Quintanilla, Pete Astudillo   | A.B. Quintanilla III | 3:27     |  |
| 10. | «No debes jugar»               | A.B. Quintanilla III, Ricky Vela     | A.B. Quintanilla III | 2:48     |  |
| 11. | «Amor prohibido»               | A.B. Quintanilla III, Pete Astudillo | A.B. Quintanilla III | 2:50     |  |
| 12. | «Si una vez»                   | A.B. Quintanilla III, Pete Astudillo | A.B. Quintanilla III | 2:44     |  |
| 13. | «Ya no»                        | A.B. Quintanilla III, Ricky Vela     | A.B. Quintanilla III | 3:53     |  |
| 14. | «Tus desprecios»               | A.B. Quintanilla III, Ricky Vela     | A.B. Quintanilla III | 3:22     |  |
| 15. | «Ámame, quiéreme»              | A.B. Quintanilla III                 | A.B. Quintanilla III | 2:40     |  |
| 16. | «Dreaming of You»              | Franne Golde, Tom Snow               | Guy Roche            | 5:24     |  |
| 17. | «No me queda más»              | Ricky Vela                           | A.B. Quintanilla III | 3:18     |  |
| 18. | «Costumbres»                   | Juan Gabriel                         | Manny R. Guerra      | 3:46     |  |
| 19. | «Si la quieres»                | Ricky Vela                           | A.B. Quintanilla III | 3:10     |  |
| 20. | «Cobarde»                      | Jorge Luis Borrego                   | A.B. Quintanilla III | 2:50     |  |